# Jan Långben gymnastiserar
Jan Långben gymnastiserar (engelska: Goofy Gymnastics) är en amerikansk animerad kortfilm med Långben från 1949.

## Handling
När Långben kommer hem från jobbet och är trött, försöker han pigga upp sig genom att följa en gymnastikkurs. Det går dock inte riktigt som planerat.

## Om filmen
Filmen visas i en biograf i långfilmen Vem satte dit Roger Rabbit.

### Svenska utgivningar
Filmen hade svensk premiär den 7 april 1952 på biografen Spegeln i Stockholm.
Mellan 1971 och 1975 visades filmen som ett inslag i Kalle Anka och hans vänner önskar God Jul.
Filmen har getts ut på VHS och finns dubbad till svenska.

## Rollista
- Pinto Colvig – Långben
- John McLeish – berättare
- Billy Bletcher – man utanför bild[8]